# لا یونیون (نیومکزیکو)
لا یونیون، نیومکزیکو (به انگلیسی: La Union, New Mexico) یک سکونتگاه مسکونی در ایالات متحده آمریکا است که در نیومکزیکو واقع شده‌است.

## خصوصیات
لا یونیون ۱٬۱۰۶ نفر جمعیت دارد و ۱٬۱۵۷٫۹۵ متر بالاتر از سطح دریا واقع شده‌است.